# Hase Spezialräder
Hase bikes är en tysk tillverkare av cykelramar Liggcykel, Trehjuling och Tandemcykel med modeller som Pino, Kettwiesel, Tagun m.fl.